# 프로투베룸
프로투베룸(Protuberum)은 트라이아스기 브라질에 살았던 키노돈트이다. 프로투베룸의 화석은 히우그란지두술주의 팔레오로타 지질공원(Geeporrota)에서 발견되었다.